# DVD Talk
DVD Talk es un sitio web de noticias y revisión de vídeos caseros lanzado en 1999 por Geoffrey Kleinman.

## Historia
Kleinman fundó el sitio en enero de 1999 en Beaverton, Oregón. Además de noticias y reseñas, presenta información sobre características ocultas de DVD conocidas como «huevos de Pascua». En 2000, las publicaciones en su foro llevaron a Amazon.com a dejar de practicar la fijación dinámica de precios. En 2007, el sitio fue vendido a Internet Brands.

## Recepción
Shawn Levy de The Oregonian lo calificó como «digno de una visita», y Randy Salas del Star Tribune lo recomendó como una fuente de información para los DVD. Fue utilizado en algún momento por expertos de la industria para medir el interés en los títulos de DVD.